# Муай тай (фильм)
«Муай Тай» (англ. Muay Thai Chaiya; тайск. ไชยา) — тайский кинофильм с боевыми искусствами режиссёра Конгкиата Кхомсири. Мировая премьера состоялась 30 августа 2007 года. Рейтинг MPAA: детям до 17 лет обязательно присутствие родителей. Является сольным режиссёрским дебютом Кхомсири.

## Сюжет
Три друга из небольшой тайской деревушки мечтают стать бойцами муай тай и посмотреть мир.

## В ролях
| Актёр              | Роль   |
| ------------------ | ------ |
| Акара Амкарттаякул | Пиак   |
| Хавачаи Пенпакди   | Пао    |
| Сонвей Читмани     | Само   |
| Сарита Конгпеч     | Срипай |
| Сангфон Кет-Ю-Тонг | Вон    |
| Самарт Паякарун    | Теу    |

## Награды и номинации
Фильм был отмечен 12 номинациями на премию Национальной ассоциации кинематографистов Таиланда, из которых получил 5 призов, включая награду лучшему актёру года (Акара Амкарттаякул).